# Consular
Consular (em latim: Consularis) é um adjetivo de origem latina que indica algo pertencente ao ofício consular. Na Roma Antiga, era o título concedido aos senadores que mantiveram o posto consular, ou seja, que tinham servido como cônsules ou que tinham recebido o posto como uma honraria especial. Na Antiguidade Tardia, o título tornar-se-ia algo como um posto governatório para governadores provinciais.

## História
Na República Romana, o termo [vir] consularis (traduzido em grego: ὑπατικός; romaniz.: hýpatikós; hipático) originalmente designou qualquer senador que tinha servido como cônsul. A distinção foi acompanhada por privilégios e honras específicas, e foi uma qualificação necessária para algumas magistraturas: os postos de ditador e seu assessor, o mestre da cavalaria (magister equitum, embora em alguns casos parece ter sido refutado), o posto de censor bem como a governança de certas províncias como procônsules. A distinção foi associada as esposas deles também (consular feminina, consularis femina; em grego: ὑπατική; romaniz.: ὑπάτισσα). O estatuto do consular poderia ser adquirido sem que se mantivesse o consulado, seja através do adlectio inter consulares ou da aquisição da insígnia consular (ornamenta/insignia consularia), mas isso foi feito apenas duas vezes durante a República Tardia, e apenas tornou-se prática comum no Império Romano.
Durante o império, algumas magistraturas seniores foram criadas para os consulares:

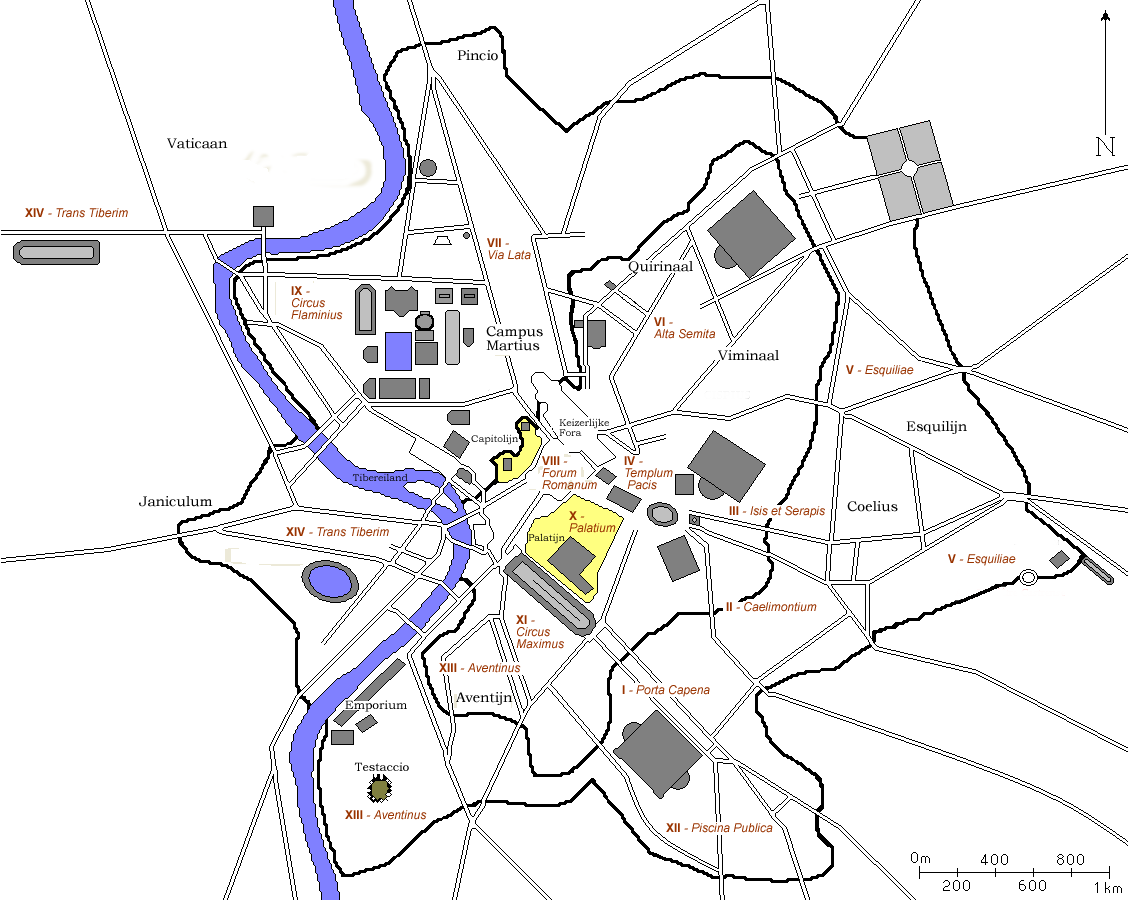
Plano de Roma com as regiões

- A posição de prefeito urbano, o governador de Roma e seus arredores.
- Sob Adriano (r. 117–138), a Itália foi dividida em quatro jurisdições judiciais, cada qual chefiada por um consular; esta instituição foi abolida logo após a morte de Adriano.
- Sob Alexandre Severo (r. 222–235), um conselho de 14 consulares, os "consulares da cidade sagrada" (consulares sacrae urbis), foi criado para auxiliar o prefeito urbano, cada um representando uma das 14 regiões de Roma.
- Os "cônsules das obras públicas, canais do Tibre [aquedutos] e cloacas [esgotos]" (consulares operum publicorum, alvei Tiberis et cloacarum), oficiais públicos (curadores) responsáveis pelas obras publicas, a regulação do Tibre e a manutenção do sistema sanitário de Roma.

### Governadores provinciais
Já nos tempos da República, certas províncias foram reservadas a ex-cônsules. Esta tradição foi levada para o império após a divisão das províncias em imperiais e senatoriais em 27 a.C.. Destas últimas, duas foram especificadamente reservadas para cônsules, as províncias proconsulares da Ásia e África. Consulares podiam também manter o ofício em províncias imperiais como os delegados do imperador (legado imperial propretor; legatus Augusti pro praetore), ao lado de senadores que não tinham avançado além do nível de pretor ou governadores equestres, que foram denominados procuradores. Não havia um sistema fixo de nomeação para as províncias imperiais, mas aqueles onde mais que uma legião estava aquartelada geralmente um governador de nível consular.
Como o título formal de "legado imperial" não distinguia entre titulares do nível consular e pretoriano, o primeiro ocasionalmente anexada a forma "consular" ao seu título, uma prática que tornou-se comum no século III. Como resultado, o último começou a substituir o título formal e a adquirir o significado genérico de "governador provincial". Esta evolução foi formalizada nas reformas de Diocleciano (r. 284–305) e Constantino, o Grande (r. 306–337). Além de seu sentido tradicional, designando titulares de nível consular, o termo "consular" agora veio a designar uma classe de governadores provinciais. Seus titulares possuíam nível superior aos corretores e presidentes (praesides), mas ainda estavam na parte inferior da hierarquia imperial, com o posto de senatorial de homem claríssimo (vir clarissimus), enquanto um titular de nível consular foi denominado homem ilustre (vir illustris). Em um punhado de casos, consulares em serviço foram elevados ao nível proconsular, enquanto Valentiniano I (r. 364–375) e Valente (r. 364–378) deram aos consulares da Numídia o direito excepcional de precedidos por seis, ao invés de cinco, lictores portando fasces.

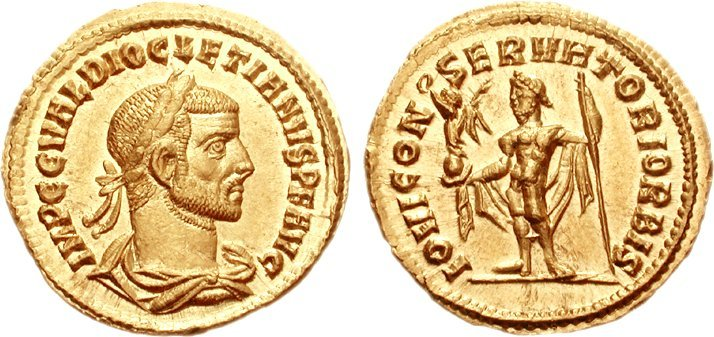
Áureo de Diocleciano r.

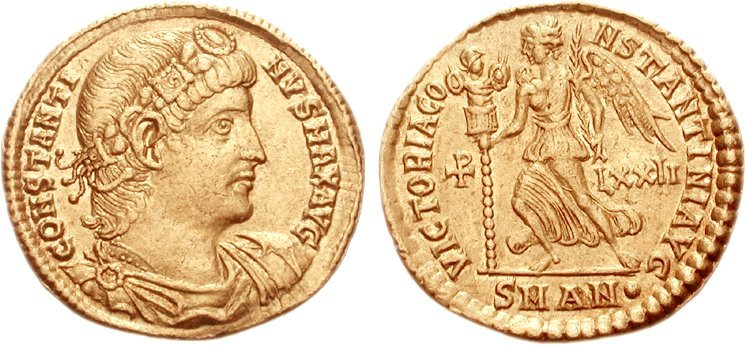
Soldo cunhado em Antioquia em 335-336 com efígie de Constantino r.

De acordo com a Notitia Dignitatum (ca. 400), as seguintes províncias foram administradas por um consular:
Nas quinze províncias do Império Romano do Oriente:
- Cinco da Diocese do Oriente: Palestina Prima, Fenícia, Síria Prima, Cilícia Prima e Chipre;
- Três na Diocese da Ásia: Panfília, Helesponto e Lídia;
- Dois na Diocese do Ponto: Galácia e Bitínia;
- Dois na Diocese da Trácia: Europa e Trácia;
- Três na Diocese da Ilíria: Creta, Macedônia e Dácia Mediterrânea;
- À Diocese do Egito - sui generis como domínio imperial - explicitamente se diz que há nenhum.

Nas 22 províncias do Império Romano do Ocidente:
- Um na Diocese da Panônia: Panônia Secunda
- Oito nas duas dioceses italianas: Venécia e Ístria, Emília, Ligúria, Flamínia e Piceno Anonário, Túscia e Úmbria, Piceno Suburbicário, Campânia e Sicília;
- Dois na Diocese da África: Bizacena e Numídia
- Três na Diocese da Espanha: Bética, Lusitânia e Galécia
- Seis na Diocese da Gália, Vienense, Lugdunense Prima, Germânia Prima, Germânia Secunda, Bélgica Prima e Bélgica Secunda
- Dois na Diocese da Britânia: Máxima Cesariense e Valência

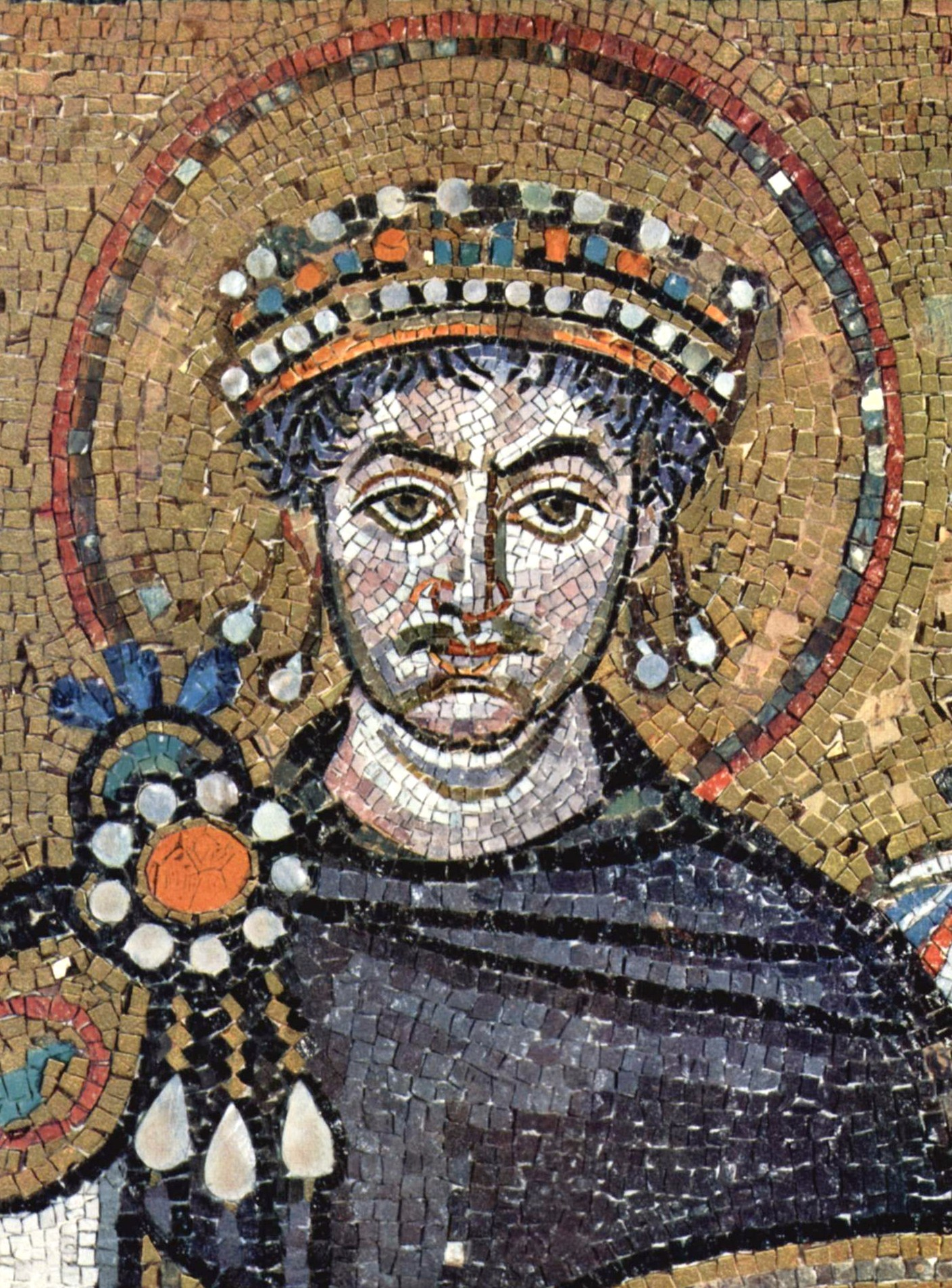
Detalhe dum dos mosaicos da Basílica de São Vital representando Justiniano r..

A Nititia dá o seguinte gabinete (officium) para o consular do Ocidente: príncipe dos ofícios (destacado da prefeitura pretoriana), um corniculário (cornicularius), dois tabulários (tabularii), um ajudante (adiutor), um ab actis, um subadiuva, e vários excetores e coortalinos (cohortalini), ou seja, pessoal inferior. Para O Oriente, o officium foi ligeiramente diferente: príncipe dos ofícios, corniculário comentariense (commentariensis), ajudante, numerário (numerarius), ab actis, um liberal (liberallis), e os usuais excetores e coortalinos.
O Sinecdemos, escrito em algum momento pouco anterior a 535, lista as seguintes províncias sob os consulares: Europa, Trácia, Macedônia Prima, Creta, Novo Epiro, Dácia Mediterrânea, Helesponto, Frígia Pacaciana e Frígia Salutar, Lídia, Pisídia, Licônia, Panfília, Lícia, Cária, Pôntica Prima (Bitínia), Galácia, Capadócia Prima, Helenoponto, Cilícia Prima, Chipre, Síria Prima, Fenícia, Palestina Prima, Arábia Pétrea, e uma cujo nome é ilegível.
Após a reconquista do Norte da África em 534, a Tripolitânia foi dada a um consular, enquanto a Numídia foi rebaixada para um mero presidente. Contudo, em 535, o imperador Justiniano (r. 527–565) realizou uma ampla reorganização administrativa. As províncias da Palestina Secunda, Síria Secunda, Teodória, Osroena, Armênia Secunda, Armênia Magna, Capadócia Secunda, Ródope, Hemimonto e Augustâmica (esta é possivelmente um erro) foram colocadas sob um consular, enquanto o Novo Epiro, Dácia Mediterrânea, Frígia Pacaciana, Galácia, Síria Prima e Arábia foram colocadas sobre governadores de outros níveis.